# H.E.A.T (album)
H.E.A.T è l'album di debutto dell'omonima rock band svedese H.E.A.T, pubblicato nel'aprile del 2008 dall'etichetta discografica StormVox.
L'album ha ottenuto buon successo in patria ed ha ricevuto da subito recensioni positive da parte della critica specializzata. Il successo riscosso ha permesso agli H.E.A.T di partecipare al Melodifestivalen 2009, il festival che decreta il rappresentante svedese per l'annuale edizione dell'Eurovision Song Contest. Il gruppo ha presentato  il brano 1000 Miles, arrivando fino alla finale e piazzandosi in settima posizione nella graduatoria definitiva.
Dopo la partecipazione al Melodifestivalen, la band ha pubblicato un'edizione speciale dell'album con l'aggiunta di 1000 Miles. Inoltre, per l'occasione, è stato pubblicato il singolo Keep On Dreaming, il 3 giugno 2009. Ciò ha permesso all'album di entrare nella top 10 della classifica svedese.

## Tracce
1. Intro – 0:20
2. There for You – 3:27 (H.E.A.T)
3. Never Let Go – 3:08 (Dalone, Tee)
4. Late Night Lady – 3:13 (Dalone, Tee, Leckremo)
5. Keep On Dreaming – 4:10 (Dalone, Tee)
6. Follow Me – 4:06 (Dalone, Tee, Leckremo)
7. Straight For Your Heart – 3:25 (Dalone, Jay)
8. Cry – 4:21 (Dalone, Tee)
9. Feel It Again – 3:25 (Leckremo, Crash)
10. Straight Up – 4:20 (Dalone, Leckremo, Crash)
11. Bring the Stars – 3:32 (Dalone, Tee)
12. You're Lying – 3:16 (Dalone, Tee)
13. Feel the Heat – 3:55 (Leckremo)

- L'edizione speciale dell'album pubblicata nel 2009 contiene in aggiunta il singolo 1000 Miles.

## Formazione
- Kenny Leckremo – voce
- Eric Rivers – chitarre
- Dave Dalone – chitarre
- Jona Tee – tastiera
- Jimmy Jay – basso
- Crash – batteria

## Classifiche
| Classifica (2009) | Posizione massima |
| ----------------- | ----------------- |
| Giappone          | 90                |
| Svezia            | 10                |